# Филипина Хенриета фон Хоенлое-Лангенбург
Филипина Хенриета фон Хоенлое-Лангенбург (на немски: Philippine Henriette Gräfin zu Hohenlohe-Langenburg; * 15 ноември 1679, Лангенбург; † 14 януари 1751, Бергцаберн) е графиня от Хоенлое-Лангенбург и чрез женитба графиня на Насау-Саарбрюкен (1699 – 1713).

## Живот
Тя дъщеря на граф Хайнрих Фридрих фон Хоенлое-Лангенбург (1625 – 1699) и втората му съпруга графиня Юлиана Доротея фон Кастел-Ремлинген (1640 – 1706), дъщеря на граф Волфганг Георг фон Кастел-Ремлинген (1610 – 1668) и графиня София Юлиана фон Хоенлое-Валденбург-Пфеделбах (1620 – 1682).
Филипина Хенриета се омъжва на 25 април 1699 г. в Саарбрюкен за граф Лудвиг Крафт фон Насау-Саарбрюкен (1663 – 1713), син на граф Густав Адолф фон Насау-Саарбрюкен (1632 – 1677) и Елеанора Клара (1632 – 1709).
Тя умира на 14 януари 1751 г. в Бергцаберн на 71 години и е погребана в лутеранската църква.
Филипина Хенриета е чрез дъщеря си Каролина прабаба на първия баварски крал Максимилиан I Йозеф.

## Деца
Филипина Хенриета и граф Лудвиг Крафт фон Насау-Саарбрюкен имат децата:
- Елиза (1700 – 1712)
- Елеанора Доротея (1701 – 1702)
- Хенриета (1702 – 1769)
- Каролина (1704 – 1774), омъжена 1719 за Кристиан III фон Цвайбрюкен (1674 – 1735)
- Луиза Хенриета (1705 – 1766), омъжена 1719 за Фридрих Карл фон Щолберг-Гедерн (1693 – 1767)
- Елеанора (1707 – 1769), омъжена 1723 за Лудвиг фон Хоенлое-Лангенбург (1696 – 1765)
- Лудвиг (1709 – 1710)
- Кристиан (1711 – 1712)